# イッポウ
『イッポウ』は、2006年4月3日から2019年3月29日まで、CBCテレビが平日の夕方に放送されていた中京広域圏向けのワイドニュース・情報番組（協力：中日新聞）。2007年1月4日以降には、ハイビジョン化されている。

## 概要
前番組である7年間放送されていた『ユーガッタ!CBC』をリニューアルする形式で放送開始した。メインキャスターには、前番組のコーナー「大石で行こう」のリポーターである大石邦彦が起用された。
放送時間は16:50 - 19:00（JST、以下略）で、17:50 - 18:15は『Nスタ・第2部』の全国ニュースパートを内包している。ただし、祝日は17時40分台に放送開始がずれることがあったほか、毎年10月の『プロ野球ドラフト会議』開催日は17時台にTBS制作の中継番組が組まれるため18時台のみの短縮放送となっていた。
音声は『Nスタ』を含め、全編でステレオ放送を実施している。
番組内でテーマを募集することがあり、番組進行の都度紹介している（これは前番組の『ユーガッタ!CBC』でも行っていた）。事件・事故・不祥事・政局に対しての一言がメインであるが、変わったところでは中日ドラゴンズの応援メッセージ（たいていその後に試合中継が行われる時）や同選手だった立浪和義引退に対するはなむけのメッセージを募集したこともある。尚、毎月1回だけ、シーズン中も中日ドラゴンズの選手及び監督が生出演する｢マンドラ｣というコーナーもある。
2013年4月1日から番組は出演者の変更を含めリニューアルした。
2013年12月9日より、リアルタイム字幕放送を実施。
2015年3月30日から番組開始以来初めてロゴおよびスタジオなどがリニューアルされた。
2015年9月28日より、『ゴゴスマ -GO GO!Smile!-』（自社制作番組・TBSテレビでもネット受け）の枠拡大に伴い、本番組の放送時間は2分繰り下げ・短縮の16:52 - 19:00となった。
2017年7月31日より、『ゴゴスマ -GO GO!Smile!-』の同月28日までより1分短縮に伴い、本番組は2分前拡大となる、16:50 - 19:00での放送に変更された。
2019年3月29日をもって番組終了時点では2時間超枠の本番組は終了したが、同年4月1日より自社制作の新報道番組『チャント!』（15:49 - 19:00、TBS制作『Nスタ』の部分ネット含む。）を3時間超枠で開始。本番組MCの大石は引き続きこの新番組にも出演し、本番組で放送されていた企画のうち「お天気電話相談」など一部のものは同番組でも引き続き放送されている。

## 出演者
原則として公式サイトの表記に準拠。

職業（肩書き）が記されていない者は全員CBCアナウンサー。

◎は『ユーガッタ!CBC』から続投。☆は『チャント!』も続投。
メインキャスター
- 大石邦彦◎☆

キャスター
- 加藤由香（2016年4月1日 - 2019年3月27日、月 - 水曜日担当） - 以前は、木曜日の生中継を担当で、2016年7月1日までは金曜日のみ担当。同年7月7日 - 2018年9月28日までは木・金曜日担当。
- 夏目みな美☆（2018年10月1日 - 2019年3月29日、木・金曜日担当） - 2013年4月3日 - 2016年3月25日までは、フィールドキャスターで、水 - 金曜日担当し、その後は2016年6月30日産休入り、水・木曜日担当。

フィールドキャスター
- 小川健太☆（CBC報道部で元アナウンサー、2013年4月1日 - 2019年3月29日、2013年3月までは金曜「金曜企画生ちゅう」担当。）
- 柳沢彩美（2013年4月1日 - 2019年3月29日、2013年3月までは金曜「金曜企画生ちゅう」担当。） - 2016年3月22日までは、フィールドキャスターで、2016年3月28日～6月28日までは月・火曜日担当。キャスターは2018年9月26日まで、月 - 水曜日担当。

金曜中継リポーター
- 三浦優奈☆（2016年4月1日 - 2019年3月29日）

お天気キャスター
- 桜沢信司☆（気象予報士・CBC記者で元アナウンサー、2010年3月29日 - 2019年3月29日）

### 過去の出演者
メインキャスター
- 丹野みどり◎（2006年4月3日 - 2013年3月29日、出演当時CBCアナウンサー） - 4月1日よりほぼ同時間帯にCBCラジオで放送される『丹野みどりのよりどりっ!』メインパーソナリティ。

リポーター（スタジオ担当）
- 石井亮次◎（2006年4月4日 - 2013年3月28日）
  - 火曜日「まじあな」を担当の他、17時台ニュース・18時台スポーツの火・金曜日を担当。
  - 2007年4月2日からは、月・火曜日のサブキャスターを担当し、月・木曜日→火・木曜日は、リポーター（スタジオ担当）を担当。

その他
- 青木まな（水 - 金曜日→水・木曜日→火・水曜日→月・金曜日、2007年4月2日 - 2013年3月29日）
- 古川枝里子（金曜日→水曜日、2009年4月3日 - 2013年3月27日）
- 沢朋宏◎（水曜日「まじあな」を担当の他、17時台ニュース・18時台スポーツの水曜日を担当。2006年4月5日 - 2007年3月28日）
- 森合康行◎（月曜日「まじあな」を担当の他、17時台ニュース・18時台スポーツの月・木曜日を担当。2006年4月3日 - 2007年3月29日）
- 占部沙矢香（当時CBCアナウンサー、金曜日・生中継）
- 中西直輝（当時CBCアナウンサー、月曜日・生中継）
- 岩名美樹（気象予報士、2006年4月3日 - 2010年3月26日）
- MORI◎（MORI・MOMO、2006年4月7日 - 2010年3月26日）
- MOMO◎（MORI・MOMO、2016年現在、不定期で金曜生中継を担当。2006年4月7日 - 2013年3月29日）
- 丸山蘭那（2006年度は、「まじあな」を担当し、2007年度からは「金曜生中継」を担当。）
- 吉岡直子（2013年4月5日 - 2016年3月25日） - 金曜中継リポーターを担当。
- 杉尾秀哉（当時TBS解説委員・元『JNNニュースの森』キャスター） - 2014年度まで、スペシャルキャスター。

## 放送時間の変遷
| 放送期間  | 放送期間  | 放送時間（日本時間（JST）） | 備考 |
| --------- | --------- | --------------------------- | --- |
| 2006.4.3  | 2009.3.27 | 平日 16:50 - 18:55（125分） | 17:50 - 18:16は『イブニング・ファイブ』 （実質的には『JNNイブニング・ニュース』）を内包                               |
| 2009.3.30 | 2009.9.25 | 平日 16:50 - 19:55（185分） | 17:50 - 18:05は『総力報道!THE NEWS・第1部』・ 18:45 - 19:48は『総力報道!THE NEWS・第2部』をそれぞれ内包               |
| 2009.9.28 | 2010.3.26 | 平日 16:50 - 19:50（180分） | 17:50 - 18:00は『イブニングワイド・第2部』（きょうのニュース）を、 18:40 - 19:48は『総力報道!THE NEWS』をそれぞれ内包 |
| 2010.3.29 | 2015.9.25 | 平日 16:50 - 19:00（130分） | 17:50 - 18:15は『Nスタ・第2部』（全国ニュースパート）を内包                                                           |
| 2015.9.28 | 2017.7.28 | 平日 16:52 - 19:00（128分） | 17:50 - 18:15は『Nスタ・第2部』（全国ニュースパート）を内包                                                           |
| 2017.7.31 | 2019.3.29 | 平日 16:50 - 19:00（130分） | 17:50 - 18:15は『Nスタ・第2部』（全国ニュースパート）を内包                                                           |

## 番組終了時点で放送されていたコーナー

### 金曜論説室
石塚元章ら週替りのCBC論説委員1名が来週の主な予定を伝え、その中から特に注目する行事について解説を行う。金曜日の18時台エンディング間際に放送されていた。

### 特集（SPECIAL）
5時台と6時台に1本ずつ放送されている。5時台の特集は生活情報が中心であるが、6時台の特集はドキュメンタリーなど報道色が濃いものを放送している。Nスタの関東ローカルパート内で放送されている「Nトク」で扱われたVTRをそのまま放送することもある。

金曜日5時台の特集は金曜企画生ちゅうが放送されるため5分短縮。

### きょうはどこへ?
5時台のコーナー。柳沢アナウンサーの「生中継」を行う。

### きょうのなぜ?
6時台冒頭のコーナー。

東海地方や全国のニュース・出来事に関する疑問を詳しく紹介していく。

### サクラのコレに決めテン!（→お天気電話相談）
2010年3月29日放送開始。コーナーリニューアルに伴い、18:40頃に変更になった。

翌日以降に旅行やレジャー等に出かける視聴者と電話を繋ぎ、旅行目的等について大石らと会話した後、桜沢が目的地のピンポイント予報を伝えるコーナー。目的地は東海地方に限定されず海外でも良い。また、当番組が放送されていない地方の在住者から応募が来ることもある。なお、目的地のピンポイント予報は、朝・昼・夜と以前より詳細になった。
2010年4月の一度だけ、相手先の回線が繋がらない理由でコーナーが休止になり、普通の天気予報になったことがある。2011年5月4日の放送では、中継先から間に合わず、大石が電話出演者とのトークおよびピンポイント予報を伝え（その際、桜沢からの伝言として予報を伝えている）、丹野が天気予報を読むというスタイルでの放送になった。なお、桜沢は放送終了直前にスタジオ入りしている。
2012年12月27日の放送では、中日ドラゴンズの井端弘和が電話出演した。公演に行く長野県の天気予報を聞いていた。
中日ドラゴンズ沖縄キャンプ開催中に中日ドラゴンズの選手が電話出演することがある。キャンプ地の天気を聞いている。

### Nスタ
TBSのスタジオから第2部JNN枠のみを17時50分から18時15分までネットする。

### 金曜中継サプLIVE
モリ・モモのモモと吉岡が東海3県各地から中継を行う。
毎週金曜日放送。

## かつて放送されていたコーナー

### イッポウエンタメファイル
番組宣伝が主のコーナー。番組宣伝後、芸能ニュースを取り上げる（一部で『イブニング・ファイブ』の「本日のかわらBANG」コーナーを時差ネットしていた）。

### 元気印
モリ・モモが毎日生き生きと過ごす東海地方のシニア世代の人物を紹介するコーナー。

### 直撃り!
直撃り!（じかあたり）ではメインキャスター・大石が、その日の出来事の中で一番気になるニュースという形で「当日感のある」ネタ1つを深く、多角的に展開する。大石自身のリポートや生中継、スタジオ生など様々なアプローチで「事件の本質」に迫る。ちなみに、『Nスタ』でもかつて18時台関東ローカルパート内で「直アタリ!」という同名の特集コーナーが放送されていた。

### 女性にイッポウ
- 美ママ - 美しさを目指す女性に向けて、中からも外からも美しい女性を目指す企画（月曜）。
- 楽カジ - 日々の生活が楽になったり、美しく潤いのある暮らしを提案する企画（火曜）。
- 流行もん（ハヤリモン） - 最新のトレンドや情報が詰まった企画（水曜）。
- こどもごころん - こども・子育て・子どもと社会をテーマに、柔らかいネタから時にはジャーナルに送る（木曜）。
- でら☆金 - （金曜）。

### まじあな
CBCのアナウンサーたちが日替わりで東海三県各地へと繰り出し、そこで暮らしている様々な人物を紹介する。

### 岩名美樹のコレに決めテン!
2010年3月26日まで放送。17:50から放送していた「総力報道!THE NEWS」 → 「イブニングワイド」（きょうのニュース）の前に放送していた。基本概要は「サクラのコレに決めテン!」参照（ただしピンポイント予報は当日の一日のみで、詳細は解説のみ）。
同コーナーへの集まりが悪いためか、大々的に告知をすることが度々あった（具体的には「来週には大きな空きがある」など）。一度だけスタジオではなく、岡崎の小学校への取材という形で進行したことがある（当番組が、お便りのくれたクラスで国語の授業の一環として夕方のニュース番組を調べた際、わかりやすさなどの点でニュースキングを獲得したため）。
2010年3月10日の放送では、バンクーバーパラリンピックのアイススレッジホッケーに参加する選手の妻が、会場の天候を伺うために電話に登場したことがあった。

### 金曜企画生ちゅう
モリ・モモのモモと小川（または、柳沢）が東海3県各地から中継を行う。

毎週金曜日放送。

### コレ知らないと
2009年4月の総力報道!THE NEWS内包に伴う放送時間拡大の際に誕生した。

内容は、同番組にて以前存在したコーナー「カワラBANG！7」、及びTBSのローカルパートで放送されていた「カワラBANG！6」に似ており、流行からエンタメ、スポーツまで様々な内容を扱う。

Nスタの「エンタメホーリこみっ!」のVTRが使用されることもある。

### まる生モモ中
モリ・モモのモモと丸山が東海3県各地から中継を行う。毎週金曜日放送。

### イッポウSPORTS
メジャーリーグ情報や中日ドラゴンズ情報など地元のスポーツニュースを数本伝える。Nスタのスポーツコーナーである「こちら運動部」の映像が使用されることもある。

## テーマ曲
オープニング曲
- 2015年3月30日 - 2018年3月30日：「echoes feat.H ZETT M」STAR GUiTAR
- 2018年4月2日 - 2019年3月29日

エンディング曲
- 2015年3月30日 - 2018年3月30日：「Will」STAR GUiTAR& Chieko Kikuchi
- 2018年4月2日 - 2019年3月29日